# Закарьяев, Гусенхан Умаханович
Гусенхан Умаханович Закарьяев (19 ноября 1984, Махачкала, Дагестан, Россия) — российский тяжелоатлет и тренер, трехкратный чемпион Дагестана.

## Биография
Гусенхан Закарьяев родился в Махачкале 19 ноября 1984 года.

## Образование
Гусенхан Закарьяев закончил общеобразовательную школу № 39. С 2001 по 2006 годы учился в Дагестанском государственном техническом университете. С 2006 по 2007 годы служил в рядах Вооруженных сил Российской Федерации (военно-воздушные силы) в Хабаровском крае. С 2011 по 2016 годы прошел заочное обучение в Дагестанском государственном педагогическом университете на факультете физкультуры и спорта по специальности тренер-преподаватель.

## Спортивная карьера
В 2015 году Закарьяеву присвоено звание мастер спорта России по тяжелой атлетике. В 2025 году присвоено звание Заслуженный работник физической культуры Республики Дагестан. Является трехкратным чемпионом Дагестана по тяжелой атлетике. Первый и единственный тренер — мастер спорта СССР по тяжелой атлетике Бейбулат Гамидов.

## Тренерская карьера
После завершения карьеры занялся тренерской деятельностью. Работает в качестве тренера-преподавателя ССШОР имени Али Алиева. На данный момент Гусенхан Закарьяев — наставник трехкратного чемпиона России и четырехкратного обладателя Кубка России по тяжелой атлетики Исмаила Гаджибекова.

## Спортивные результаты
- Чемпион и призер всероссийских и республиканских турниров по тяжелой атлетике.

## Семья
Гусенхан Закарьяев женат, воспитывает двух сыновей.